# Bo Bichette
Bo Joseph Bichette (Orlando, Florida, 5 de marzo de 1998) es un campocorto brasileño-estadounidense de los Toronto Blue Jays, de las Grandes Ligas de Beisbol (MLB).

## Escuela secundaria
Bichette fue educado en casa, pero compitió en béisbol para Lakewood High School en St. Petersburg, Florida . En su último año, bateó .569 con 13 jonrones, y fue nombrado Jugador del Año de Florida, por Gatorade/USA Today y Mr. Baseball, de Florida. Bichette se comprometió a asistir a la Universidad Estatal de Arizona para jugar béisbol universitario con los Arizona State Sun Devils .

## Carrera profesional

### Ligas menores
Los Toronto Blue Jays seleccionaron a Bichette en la segunda ronda, de la selección general número 66, del draft de las Grandes Ligas de 2016. Luego declaró que rechazó cuatro ofertas durante el draft para ir a Toronto y firmó por un bono de $ 1,1 millones, el 17 de junio. Después de abrir la temporada con un promedio de bateo de .431 en 18 juegos con los Azulejos de la Liga de la Costa del Golfo, Bichette fue colocado en la lista de lesionados, de 7 días, después de sufrir una lesión en la sección media. Regresó a la alineación poco antes del final de la temporada y terminó el año con un promedio de bateo de .427, 4 jonrones y 36 carreras impulsadas (RBI) en 22 juegos. A pesar de perderse más de la mitad de la temporada por una lesión, Bichette fue nombrado All-Star de fin de temporada de la Liga de la Costa del Golfo en el campocorto el 13 de septiembre. Durante la temporada baja, representó a Brasil en el Clásico Mundial de Béisbol 2017 - Clasificatorio 4 .
Bichette fue asignado al equipo clase A, Lansing Lugnuts, para comenzar la temporada 2017. El 7 de junio, fue reconocido entre los All-Star de la Midwest League. Hasta ese momento de la temporada, Bichette lideró la liga en promedio de bateo, hits, carreras anotadas, porcentaje de slugging y OPS. Bichette elevó su promedio de bateo a .400 después de una actuación de 8-7 en una doble cartelera contra los Cachorros de South Bend el 15 de junio. El 29 de junio, fue incluido en la lista de Estados Unidos para el All-Star Futures Game 2017. El 6 de julio, Bichette fue nombrado Jugador del Mes de junio de la Midwest League. Ese mismo día, los Blue Jays anunciaron que sería ascendido a la liga A avanzada con los Dunedin Blue Jays después del All-Star Futures Game. Bichette fue nombrado jugador más valioso (MVP) de la Midwest League, prospecto del año y All-Star de la postemporada el 18 de agosto, después de batear .384/.448/.623 con 32 dobles (segundo en la Midwest League), 10 jonrones y 51 carreras impulsadas en 70 juegos para los de Lansing. Para Dunedin, Bichette apareció en 40 juegos y bateó .323 con 4 jonrones, 23 carreras impulsadas y 10 bases robadas. Su promedio de bateo combinado de .362 lideró todas las ligas menores de béisbol y lo convirtió en el primer adolescente en liderar las menores en bateo desde que Gil Torres lo hizo en 1963. El 5 de octubre de 2017, MLB nombró a Bichette el mejor Bateador de Ligas Menores del Año.

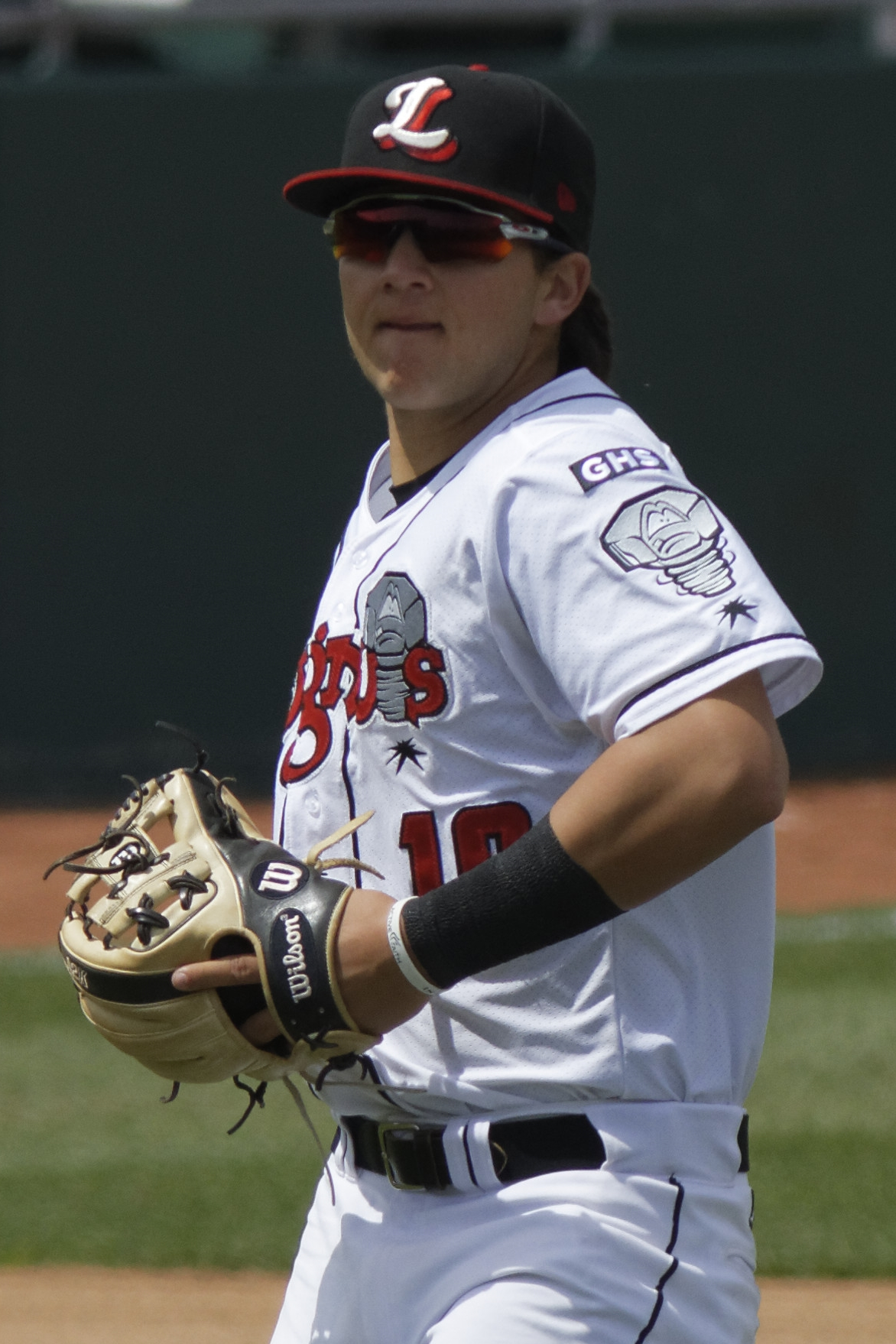
Bichette con los Lansing Lugnuts en 2017

En 2018, jugó para New Hampshire Fisher Cats en doble A. Apareció en 131 juegos y bateó para .286 con 95 carreras (liderando la Liga del Este ), 43 dobles (liderando la liga), 7 triples (empatado en el liderato de la liga), 11 jonrones, 74 carreras impulsadas (empatado en el tercer lugar), 48 bases por bolas (9.º), y 32 bases robadas (2.º). Bichette comenzó la temporada 2019 con los Buffalo Bisons de Triple-A . El 22 de abril, un lanzamiento lo golpeó en la mano izquierda y luego le diagnosticaron una fractura en la mano.

### Azulejos de Toronto
El 29 de julio de 2019, los Azulejos seleccionaron el contrato de Bichette y lo ascendieron a las mayores. Ese día, registró su primer hit en las Grandes Ligas, un sencillo contra Brad Keller de los Kansas City Royals, en apenas el segundo lanzamiento de Grandes Ligas que vio. El 31 de julio, Bichette registró tres hits contra los Reales, el segundo de los cuales fue su primer jonrón en la MLB. El 6 de agosto, Bichette se convirtió en el primer jugador de la MLB en conectar 10 extrabases en sus primeros 9 juegos de Grandes Ligas con un doblete contra los Tampa Bay Rays. Después de conectar otro doblete el 7 de agosto, Bichette se unió a Yadier Molina y Derrek Lee como los únicos jugadores, desde 1920, en registrar un doblete en ocho juegos consecutivos, y rompió el récord de la franquicia de los Azulejos establecido por Carlos Delgado en 2000. Jugando en Toronto por primera vez. al día siguiente, Bichette extendió su racha de dobles a 9 juegos, estableciendo un nuevo récord de la MLB. También estableció un nuevo récord de la MLB en extrabases en los primeros 11 juegos de su carrera con 13. Es el primer novato con 9 juegos consecutivos con hits extra base desde Ted Williams en 1939. Bichette estableció récords de franquicia con 20 hits y una racha de 11 juegos con OPS de 1.316 durante el lapso de 11 juegos. Terminó la temporada bateando .311 con 11 jonrones en 46 juegos.
En general con los Azulejos de 2020, Bichette bateó .301 con cinco jonrones y 23 carreras impulsadas en 29 juegos.
El 4 de julio de 2021, Bichette fue nombrado All-Star por primera vez en su carrera. En el momento de su nominación, Bichette tenía una línea ofensiva de .290/.340/.529 y tenía 15 jonrones y 54 carreras impulsadas. Bichette terminó la temporada 2021 bateando .298/.343/.484 con 29 jonrones, 102 carreras impulsadas y 25 bases robadas. Lideró la Liga Americana con 191 hits, mientras que defensivamente lideró la liga con 24 errores.

## Estilo de bateo
Bichette es un bateador de poder y puede generar una gran velocidad y potencia de bate. Según Joe Siddall : "Lo hace separando y retrasando la rotación del torso después de que el pie toca el suelo después de una patada, dejando al descubierto el apellido y el número de la placa trasera, antes de desenroscarse, con el bate en el mismo ángulo que sus hombros. Cuando se enfrenta a un lanzamiento de ponche o pago (X-2 o 3-2), reemplaza la patada con la rodilla izquierda doblada hacia adentro".

## Vida personal
Bichette es hijo del jardinero y cuatro veces All-Star de la MLB Dante Bichette, y el hermano menor de Dante Bichette Jr. Lleva el nombre de Bo Jackson . El es cristiano . Tanto Bo como su hermano Dante Jr. han jugado para Brasil en el CMB debido a que su madre, Mariana, es originaria de Porto Alegre, Brasil. Su abuelo materno es de ascendencia china .